# Sportpark Julianadorp
Sportpark Julianadorp is een sportcomplex in Julianadorp, Den Helder. Het bevindt zich op de hoek van de Van Foreestweg en de Lange Vliet. Het is de thuisbasis van zowel de voetbalclub JVC als de handbalvereniging JHC. Deze spelen echter wel op verschillende velden, aangezien het om twee verschillende sporten gaat. Het complex bestaat voornamelijk uit 3 bespeelbare voetbalvelden met hoofdtribune, kleedkamers en een sportkantine. De hoofdtribune heeft een capaciteit van 120 plaatsen, maar langs het veld is nog ruimte voor staanplaatsen. Op het complex liggen totaal 4 voetbalvelden, waaronder één trainingsveld. De velden hebben natuurlijk gras en een zandbodem als onderlaag, hoewel op het hoofdveld vanaf de zomer van 2012 een kunstgrasveld is aangelegd.
In de nabije toekomst zal Sportpark Julianadorp vervangen worden voor een moderner complex aan de Lange Vliet, een andere locatie binnen Julianadorp. Op het huidige sportpark zullen dan woningen voor jongeren en senioren gebouwd worden.

## Afbeeldingen

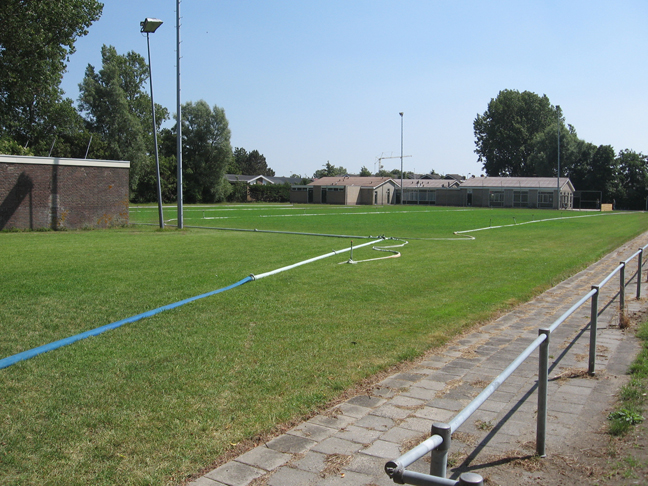
Het trainingsveld (irrigatie)